# Pukkel (tas)

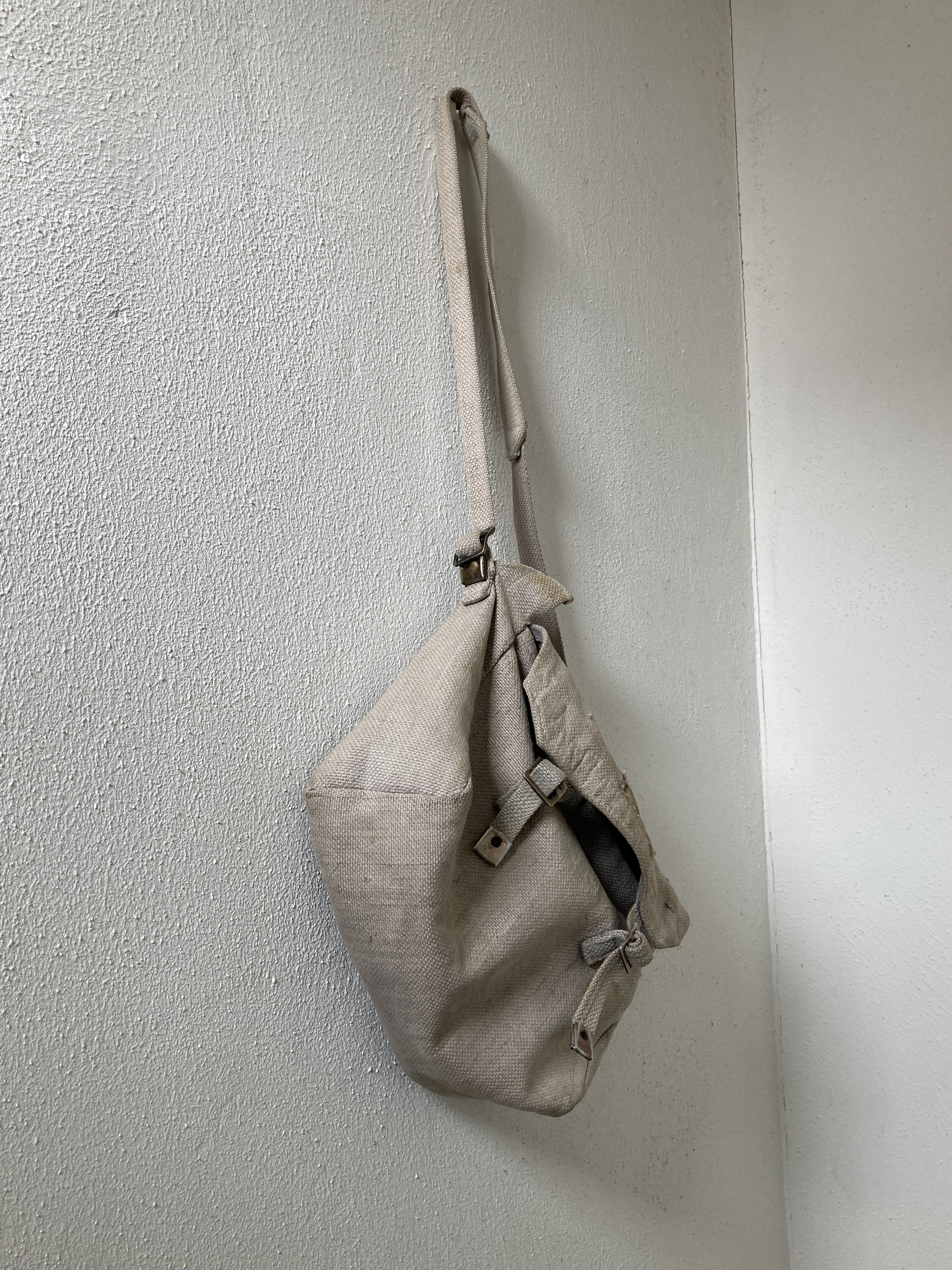
Ransel, in Nederlandse scholierentaal bekend als "pukkel"

Pukkel voor een tas is Nederlandse soldatentaal voor wat in het Nederlandse leger officieel gevechtstas heet. Het is een robuuste en compacte, legergroene of grijze canvas tas die door de Nederlandse soldaat op de rug gedragen wordt. Hij wordt ook "kleine ransel" genoemd. Het verkleinwoord is pukkeltje.
Het is ook scholierentaal voor de "grote ransel" in het gebruik als schooltas in Nederland. De ransel is eveneens robuust van vorm, legergroen of grijs en van canvas, maar met een schouderriem. Oorspronkelijk werden deze grote ransels gedragen door de Amerikaanse soldaten in de Tweede Wereldoorlog, waardoor de tas vanaf 1945 ook in Nederland in gebruik kwam.

## Etymologie
Volgens het Van Gelderens' Duits-Nederlands Woordenboek, tiende druk uit 1948, kende het Duits toen al het woord Buckelmappe, een "schooltas (in ranselvorm)".

## Inhoud in Nederlandse landmacht
In het Nederlandse leger is vast omschreven wat in een gevechtstas hoort. In het Handboek voor de Soldaat (uitgave 1978) wordt dat als volgt vermeld: etensblikken (beide met open zijde in elkaar schuiven en de ontstane doos in het linkervoorvak schuiven); bestek (naast de etensblikken, in het linkervoorvak); regencape (in de lengte opvouwen zodat een reep van +/− 20 cm ontstaat, deze oprollen, de ontstane rol onder in het grote vak leggen); wanten (op regencape); handdoek (oprollen tot een breedte van +/− 20 cm en bovenop de wanten leggen); toiletartikelenzak (opgerold en op de handdoek gelegd); veldpet (dubbelgevouwen op het toiletzakje); sokken (één paar in het rechtervoorvak); zakdoek met herstelgarnituur (opgerold op de sokken in het rechtervoorvak).

## Gebruik "pukkel" als schooltas
Na de Tweede Wereldoorlog waren schooltassen in Nederland schaars. Er was echter een overvloed aan door de bevrijders en bezetters achtergelaten grote ransels, waarop de grote ransel "na zijn militaire diensttijd" als schooltas gebruikt ging worden.
In de jaren 60 en 70 werd de pukkel voor jongeren een manier om zich af te zetten tegen de gevestigde maatschappij en school. De schooltassen werden vaak opgesierd met teksten, protestleuzen en stickers. De pukkel werd zowel nieuw als gebruikt aangeschaft, dikwijls bij legerdumpwinkels.
In de jaren 80 verloor de pukkel in Nederland als schooltas terrein aan de rugzak.
- National Archives and Records Administration: 10647519